# Skorgevatnet
Le Skorgevatnet, aussi connu sous le nom de Skorge Vand, est un lac en Norvège.

## Géographie
Il est situé à 540 mètres d'altitude dans le comté de Vestland, et avant la création de ce dernier en 2020, dans le comté de Sogn og Fjordane.
Le lac est accessible depuis les villages environnants de Bryggja (à environ 6 km du lac), Åheim (à 7 km) et Barmen (à environ 8 km). Le Skorgevatnet est situé dans le bassin versant de Selje, à environ 8 kilomètres du lac.
Le Skorgevatnet est situé dans la municipalité d’Ørsta, dans la partie nord-ouest du pays, à 400 km au nord-ouest d’Oslo, la capitale. Le Skorgevatnet est situé à 440 mètres d’altitude et sa superficie totale est de 21 ha. Le plus haut sommet dans la zone alentour est le Saudehornet (1303 mètres d’altitude) situé à 2,7 km au nord-ouest du Skorgevatnet. Les environs du Skorgevatnet sont presque entièrement couverts de forêt. Il est large de 1,4 km du nord au sud et 0,5 km d’est en ouest.
Le climat y est continental. La température moyenne sur l’année est de 0° C. Le mois le plus chaud est juillet, avec 12° C, et le mois le plus froid est février, avec -9° C.
La frontière entre la municipalité de Stad et celle de Vanylven traverse le lac et en suit en grande partie la profondeur et l'étendue. Le lac est aussi à la frontière entre les comtés de Vestland et de Møre og Romsdal. Le lac est réglementé et a une profondeur de 24,4 mètres. Le bassin versant dans lequel les précipitations remplissent le Skorgevatnet a une superficie de 3,6 km², et le lac a une sortie naturelle de 356,45 mètres. L’eau du Skorgevatnet est exploitée par la centrale hydroélectrique de Skorge.
Pour visiter le Skorgevatnet, il faut prendre la route Fv 620 entre Åheim et Leikanger. Il est possible de se garer sur un parking à gauche de la centrale électrique à l’extrémité du Kjødepollen (baie de Kjøde). Un pipeline à flanc de montagne relie le Skorgevatnet à la centrale électrique. Le long de ce pipeline, il y a un escalier de pas moins de 1000 marches. C’est donc une randonnée réservée à ceux qui ont une bonne condition physique. En revanche les escaliers sont sécurisés, il y a de bonnes balustrades à la fois du côté de la colline et du côté extérieur, donc il est possible de se tenir aux mains courantes à la fois en montée et en descente. Il y a aussi assez de plateaux entre les escaliers pour s’arrêter, respirer, profiter de la vue et photographier. Depuis le haut des escaliers, il y a une vue magnifique sur le fjord, la centrale électrique et le village. C’est là, sur le Kjødepolljen, que le tunnel maritime de Stad débouchera. On voit également la route qui va de Mannseidet au Moldefjord. Lorsqu’on est en haut, il y a un chemin raide qui monte jusqu’au lac. 

## Pêche
Un grand choix de randonnées s’ouvre, avec plusieurs routes possibles et de nombreux lacs permettant de pratiquer la pêche. Il est conseillé à toute personne intéressée par la pêche dans le Skorgevatnet de consulter les ressources locales avant de se lancer dans la pêche.